# Bien-Zenker
Das in Schlüchtern im Main-Kinzig-Kreis in Hessen ansässige Unternehmen Bien-Zenker GmbH  produziert und vertreibt Fertighäuser in Deutschland.
Die 1906 gegründete Firma ist die Dachgesellschaft der Fertighausmarken Bien-Zenker und Living Haus und ist selbst wiederum Teil der Oikos Group. Im eigenen Hausbauwerk am Firmensitz im hessischen Schlüchtern fertigte das Unternehmen im Jahr 2022 rund 1000 Häuser.

## Unternehmensgeschichte
1906 gründete Heinrich Bien das Unternehmen als Zimmerei und Sägewerk in dem hessen-nassauischen Ort Birstein. Der Firmengründer stammte aus einer traditionsreichen Zimmererfamilie, deren Arbeiten schon 1791 in einem Kirchendokument in Untersotzbach aufgeführt sind.

### Einstieg in die Fertighausproduktion
1962 wurde das Unternehmen in eine oHG umgewandelt und begann mit dem Fertighausbau. Nach der Umwandlung der oHG in eine Aktiengesellschaft 1983 erfolgte der Börsengang der Bien-Haus AG am 5. Mai 1994. Ab 1998 war das Unternehmen im General Standard gelistet.
1995 wurde als Tochter für den Vertrieb von Ausbauhäusern die B.O.S.-Haus GmbH gegründet. B.O.S. kooperierte damals eng mit der Baumarkt-Kette OBI und der Bausparkasse Schwäbisch Hall. Rückwirkend zum 1. Januar 2001 wurden sämtliche Geschäftsanteile an der B.O.S. Haus Vertriebsgesellschaft mbH von Obi und der Schwäbisch Hall Immobilien GmbH erworben und der Sitz der Vertriebstochter nach Hannover verlegt. Die Produktion der Fertighäuser erfolgte weiterhin durch die Bien Haus AG bzw. die Bien-Zenker AG.
Im Dezember 1996 wurde das Fertighauswerk in Schlüchtern offiziell eingeweiht.

### Aus Bien und Zenker wird Bien-Zenker
Am 31. Dezember 1996 erfolgte die Übernahme der Geschäftsanteile der Zenker-Hausbau GmbH & Co., Michelstadt, und der Zenker-Hausbau GmbH & Co., Veitsch, von der Philipp Holzmann AG durch die Bien-Haus AG. Durch die Übernahme entstand die Marke Bien-Zenker. Seit 1998 und 1999 gehören auch die 100-prozentigen Tochtergesellschaften in Ungarn und der Slowakei zum Unternehmen.
Im Jahr 1997 lag die Bien Haus AG gemessen am Umsatz von 341,8 Millionen DM (in heutiger Kaufkraft: 284 Millionen EUR), hinter WeberHaus (ca. 380 Millionen DM) und Kampa-Haus an dritter Stelle der deutschen Fertighausproduzenten. Nach einem Umsatzeinbruch im Jahr 1999 rutschte die Bien Haus AG nach WeberHaus, Kampa-Haus und Schwörer Haus auf den vierten Platz der deutschen Fertighaushersteller.
Das Jahr 2000 war weiter durch sinkenden Umsatz auf 310,5 Millionen DM geprägt. Auch die Zahl der fertiggestellten Häuser sank auf 1161. Zeitgleich sah sich die Bien Haus AG nach Partnern um, die entweder bei Bien Haus einstiegen oder bei denen Bien Haus einsteigen könnte.

### Übernahme durch Elk
Die Umsatzerlöse 2001 waren gegenüber dem Vorjahr weiter auf 137,7 Millionen Euro gesunken. Im Dezember 2001 wurde die Elk-Fertighaus AG aus dem niederösterreichischen Schrems neuer Hauptaktionär der Bien Haus AG. Der von Elk-Fertighaus AG gehaltene Anteil lag bei 30 Prozent; mit der Möglichkeit den Anteil auf die Mehrheit aufzustocken. An der Börse zeichnete sich der Ausstieg von Bien Haus aus dem SMax ab, der 2001 auch vollzogen wurde.
Eine leichte Trendkehre in der Umsatzentwicklung zeichnete sich im Jahr 2002 ab. In diesem Jahr wurde der Umsatz auf 153 Millionen Euro gesteigert und erreichte so fast den Umsatz aus dem Jahr 2000 vor der Euro-Umstellung. Es wurden 1422 Fertighäuser fertiggestellt. Auch im ersten Jahr der Umfirmierung von Bien Haus AG in Bien-Zenker AG, die Marke Bien-Zenker wurde im Jahr 2003 zum Unternehmensnamen, konnte das Ergebnis aus 2002 fast erreicht werden. Es wurden 1456 Fertighäuser für 145 Millionen Euro fertiggestellt und ein Gewinn von 2,2 Millionen Euro erzielt.
Entgegen der 2002 beginnenden Steigerung der Umsatzerlöse begann das Jahr 2004 mit einem massiven Einbruch der Umsätze. Nunmehr wurden für 129 Millionen Euro Fertighäuser verkauft, bei einem Verlust von 3,6 Millionen Euro. Durch die Abschaffung der Eigenheimzulage zum 1. Januar 2006 gerieten auch die Umsatzerlöse von Bien-Zenker weiter unter Druck. Im Jahr 2007 verzeichnete das Unternehmen einen Verlust von 4,7 Millionen Euro. Die Auswirkungen der Weltfinanzkrise seit 2007 traf auch Bien-Zenker. Aufgrund massiver Rückgänge der Verkaufszahlen wurde deshalb das zweite Werk in Michelstadt geschlossen, das Unternehmen konzentrierte alle Aktivitäten auf das Stammwerk in Schlüchtern.
Ein Kooperationsabkommen mit IKEA im Jahr 2010 sollte eine Ausweitung der Verkaufszahlen um bis zu 400 Fertighäuser bewirken. Jedoch wurden bis 2012 gerade einmal acht Häuser des Typs BoKlok in Wiesbaden-Auringen gebaut.

### Neustrukturierung und Umwandlung in eine GmbH
Am 12. August 2013 unterzeichneten die Elk-Fertighaus AG und Adcuram Fertigbautechnik Holding einen Kaufvertrag über die 2.164.424 Anteile der Elk-Fertighaus AG an der Bien-Zenker AG. Nach Prüfung des Kaufes durch das Bundeskartellamt konnte die Adcuram Fertigbautechnik Holding am 19. September 2013 über die Aktien verfügen. Nach Unterzeichnung des Kaufvertrages veröffentlichte die Adcuram Fertighaustechnik Holding ein freiwilliges Übernahmeangebot.
Aufgrund der schwierigen wirtschaftlichen Lage im Sägewerk entschied Bien-Zenker am 23. Mai 2013 einen Teil des Sägewerks in Birstein zum 31. Dezember 2013 stillzulegen. Dies betrifft nur den Teil des Rundholzsägebetriebs, die Weiterverarbeitung (Hobelwerk usw.) bleibt aufrechterhalten.
Die Bien-Zenker AG beschloss im Juli 2013, sämtliche Geschäftsanteile an der Zenker Hausbau GmbH, Veitsch/Österreich, zu 90 % an die D.E.I.N.-Haus Holding GmbH, Wien, sowie zu 10 % an Herrn Erich Weichselbaum, Elk-Fertighaus AG, Wien, zu verkaufen. Mit diesem Schritt zog sich Bien-Zenker komplett aus Österreich zurück und konzentrierte sich verstärkt auf die Märkte in Deutschland, der Schweiz und in den Benelux-Ländern.
Bien-Zenker baute erstmals drei Musterhäuser in den Eigenheim-Ausstellungen Frechen, Poing (b. München) und Wuppertal in dem neuen Plus-Energie-Standard, Häuser, die mehr Energie erzeugen, als sie verbrauchen. Die Adcuram Fertigbautechnik Holding GmbH leitete im Dezember 2013 die Konzernverschmelzung mit der Bien-Zenker AG ein. Sie ist nach eigenen Angaben mit ca. 88,53 % des Grundkapitals an der Bien-Zenker AG beteiligt. Ein Squeeze-Out der Minderheitsaktionäre wurde beschlossen.
Bien-Zenker erzielte 2013 im Konzern Umsatzerlöse von 133,3 Millionen Euro, geplant waren 126 Millionen Euro. Der Jahresüberschuss im Konzern lag 2013 bei 5,1 Millionen Euro (Prognose 3,5 Millionen Euro). Enthalten ist ein Entkonsolidierungsgewinn von 2,2 Millionen Euro, der wesentlich auf den Verkauf der Tochtergesellschaft in Veitsch/Österreich zurückzuführen ist.

### Jüngere Geschichte

Logo der Marke Living Haus, unter der das Unternehmen seit 2015 Ausbauhäuser vertreibt.

Mit Wirkung zum 24. Juli 2014 erfolgte die Verschmelzung der Bien-Zenker AG mit der Adcuram Fertigbautechnik Holding AG, München (übernehmende Gesellschaft). Mit gleichem Datum wurde die Deutsche Börse informiert, dass der Börsenhandel im regulierten Markt der Frankfurter Wertpapierbörse damit unverzüglich ausgesetzt und die entsprechende Börsennotierung danach eingestellt werden muss. Die Börsennotierung wurde im Zuge des verschmelzungsrechtlichen Squeeze-Out eingestellt, und am 11. August 2014 entstand die Bien-Zenker GmbH, Schlüchtern.
Mit Wirkung zum 6. November 2014 übernahm Adcuram den Fertighaushersteller Hanse Haus, Oberleichtersbach, von der Bayerischen Hausbau aus der Schörghuber Unternehmensgruppe, München. Eine Transaktion unter Vorbehalt der kartellrechtlichen Genehmigung. Hanse Haus ist seit 1929 am Markt und hat mehr als 30.000 Fertighäuser im In- und Ausland gebaut. Hanse Haus soll als eigenständige und unabhängige Marke weiterbestehen.
Nachdem bereits Ende 2013 das Rundholzsägewerk in Birstein stillgelegt wurde, beschloss die Geschäftsleitung aus strategischen Gründen, auch das Hobelwerk und die Keilverzinkung zum 31. Mai 2015 zu schließen.
Am 1. April 2015 wurde die Ausbauhaussparte B.O.S.-Haus durch die neue Marke „Living Haus“ ersetzt. Unter dieser Marke und der damit verbundenen Vertriebsgesellschaft „Living Fertighaus GmbH“, die eine hundertprozentige Tochtergesellschaft der Bien-Zenker GmbH ist, werden vorrangig Ausbauhäuser vertrieben.
Am 1. Oktober 2015 wurde die Abteilung „Bien-Zenker Projektbau“ als selbständiges Unternehmen, der „Binovabau GmbH“ ausgegliedert.
Im Jahr 2017 wurden alle Anteile von Adcuram an der Bien-Zenker GmbH von der Private-Equity-Gesellschaft Equistone übernommen.
Equistone verkündete im März 2021, dass die Mehrheitsanteile an der Oikos Group, der Bien-Zenker angehörte, an den von Goldman Sachs gemanagten Fonds West Street Capital Partners VIII veräußert wurden.

## Unternehmen

### Beteiligungen
Die Living Fertighaus GmbH ist seit dem Jahr 2015 ein Schwesterunternehmen und die Ausbauhaus-Marke der Bien-Zenker GmbH. Die Fertighäuser werden im Stammwerk der Bien-Zenker GmbH im osthessischen Schlüchtern gefertigt. Es bestanden enge Kooperationen mit Obi sowie mit Twercs von Vorwerk.

### Umsatzentwicklung
| Jahr | Umsatz in Millionen DM bis 2001 in Millionen EUR ab 2001 |
| ---- | -------------------------------------------------------- |
| 1997 | 341,8                                                    |
| 2000 | 310,5                                                    |
| 2001 | 137,7                                                    |
| 2002 | 153,0                                                    |
| 2003 | 145,0                                                    |
| 2004 | 129,0                                                    |
| 2012 | 141,5                                                    |
| 2013 | 133,3                                                    |
| 2014 | 120,4                                                    |
| 2015 | 134,1                                                    |
| 2016 | 144,5                                                    |
| 2017 | 154,3                                                    |
| 2018 | 145,6                                                    |
| 2019 | 172,9                                                    |
| 2020 | 215,0                                                    |
| 2021 | 221,4                                                    |

## Auszeichnungen
Als erstes Unternehmen des Fertigbaus ging 2013 eine Zertifizierung in Gold der Deutschen Gesellschaft für Nachhaltiges Bauen e. V. (DGNB) an die hessische Firma.
Im Jahr 2014 erhielt Bien-Zenker für nachhaltiges Bauen das Nachhaltigkeitszertifikat für Ein- und Zweifamilienhäuser vom Bundesministerium für Umwelt, Naturschutz, Bau und Reaktorsicherheit. Das Musterhaus Celebration Pfullingen erreichte dabei Platz 1 unter den teilnehmenden Projekten. Im Jahr 2015 zeichnete die Deutsche Gesellschaft für nachhaltiges Bauen das Musterhaus Concept-M München mit der Platin-Zertifizierung aus.
Beim Focus Money Fertighaushersteller-Test im Jahr 2016 wurde Bien-Zenker zum „Fairsten Fertighausanbieter“ gekürt.
Im Jahr 2017 wurde ein zweiter Platz im Nachhaltigkeitsranking von Focus Money erzielt. Darüber hinaus wurde Bien-Zenker im Jahr 2017 als „Kundenchampion“ ausgezeichnet. In der n-tv Studie „Fertighausanbieter 2017“ wurde Bien-Zenker auf Platz 3 gewählt. Beim Plus X Award wurde Bien-Zenker als „Innovativste Marke des Jahres 2017“ und das Musterhaus Mülheim-Kärlich als „Bestes Produkt des Jahres 2017“ ausgezeichnet. Bien-Zenker gewann beim Deutschen Traumhauspreis 2017 mit dem Fertighaus Evolution Günzburg die Kategorie Plusenergiehäuser. Die Ausbauhaus-Marke Living Fertighaus ist Deutscher Traumhauspreis Sieger mit dem Modell „Solution 230 Variante 4“ in der Kategorie Mehrgenerationenhäuser. und wurde mit einer Special Mention in der Kategorie „Building & Elements“ beim German Brand Award 2017 ausgezeichnet.

## Kooperation mit der FH Frankfurt
Im Rahmen des „Solar Decathlon Europe 2014“ unterstützte Bien-Zenker als Hauptsponsor und Kooperationspartner das Team der FH Frankfurt im Rahmen des OnTop-Projekts bezüglich Nachverdichtung und Aufstockung in Ballungszentren.